# BarlowGirl
BarlowGirl est un groupe de rock chrétien évangélique américain formé à Chicago dans l'Illinois.

## Membres

### Alyssa Barlow
Alyssa Katherine Nicole Barlow (née le 4 janvier 1982) est la bassiste et la claviériste du groupe. Elle partage également le chant principal avec sa sœur Lauren.
À sa quatrième année de scolarité, Alyssa étudie à la maison.
À l'âge de 17 ans, Alyssa est diagnostiquée avec le syndrome douloureux régional complexe (SDRC) à la suite d'une entorse à la cheville. Au début, Barlow est désespéré quand les médecins lui annoncent qu'elle ne marcherait plus jamais de façon normale. Elle se rappelle avoir entendu Dieu lui dire : « Mets tes béquilles par terre. Pas question d'en avoir de besoin de nouveau. » Un an plus tard, Barlow raconte que Dieu l'a complètement guérie du SDRC et de ses problèmes spirituels, et que sa mère et son chien ont par la suite sont également physiquement guéris.

### Lauren Barlow
Lauren Ashley Nicole Barlow (née le 29 juillet 1985) est la batteuse du groupe. Elle partage également le chant principal avec sa sœur Alyssa. Lauren est la plus jeune des trois sœurs. Ses sobriquets sont Lo-Lo et Odie.
Dès sa première année de scolarité, Lauren étudie à la maison.
Barlow est choisie en tant qu'éditrice générale pour le livre Inspired by Tozer en 2011, écrit par environ 60 membres de la communauté chrétienne inspirée par le théologue A.W. Tozer. Des traductions internationales sont réalisées par des fans, y compris une version en français canadien en 2014. Toutefois, selon une information de BarlowGirl, les traductions sont refusées par Laurren et n'obtiendront pas les droits légaux pour la publication.
Le 4 mars 2015, Jen Ledger, batteuse pour Skillet, prend une photo avec Lauren. La photo devient populaire sur la page de Ledger, gagnant plus de 17 300 mentions « j'aime » et 200 commentaires. Lauren publie une version en noir et blanc de la photo, gagnant plus de 1 300 mentions « j'aime » et 60 commentaires.

### Rebecca Barlow
Rebecca « Becca » Elizabeth Marie Barlow (née le 24 novembre 1979) est la guitariste, utilisant des instruments acoustiques à 6 ou 12 cordes et électriques, et la choriste du groupe.
À sa quatrième année de scolarité, c'est-à-dire l'enseignement secondaire, Alyssa étudie à la maison. Elle est  considérée comme la plus calme du groupe.
Rebecca est également guérie des troubles alimentaires, qu'elle a développée vers ses 18 ans. « Chaque fois que je me regardais dans le miroir, je me suis dit  " Ma douce, tu es si grosse. Tu parais terrible aujourd'hui. " Rien ne semblait s'améliorer, et je me sentais de plus en plus grosse »  écrit-elle. En lisant dans un magazine l'histoire d'une femme confrontée à un trouble alimentaire, Barlow décide de faire comme elle.. Elle mange très peu et s'entraine « deux ou trois heures par jour ». Elle est parfois émotionnellement épuisée. « À l'âge de 19 ans, je me suis retrouvée un jour avec ma joue collée contre la tuile froide du plancher de la salle de bain, où je n'avais plus rien à donner, je n'avais ni énergie ni espoir : j'en avais assez de faire des efforts. Pendant que j'étais couchée comme ça, Dieu a touché mon cœur. Il m'a démontré que tous les efforts destructifs pour maigrir ne réussissent pas à me sentir mieux dans ma peau [...] J'étais tellement et entièrement reconnaissante pour Sa guérison que je me suis consacrée dès ce moment-même à L'aimer et à Le servir pour le restant de mes jours. »

### Photos

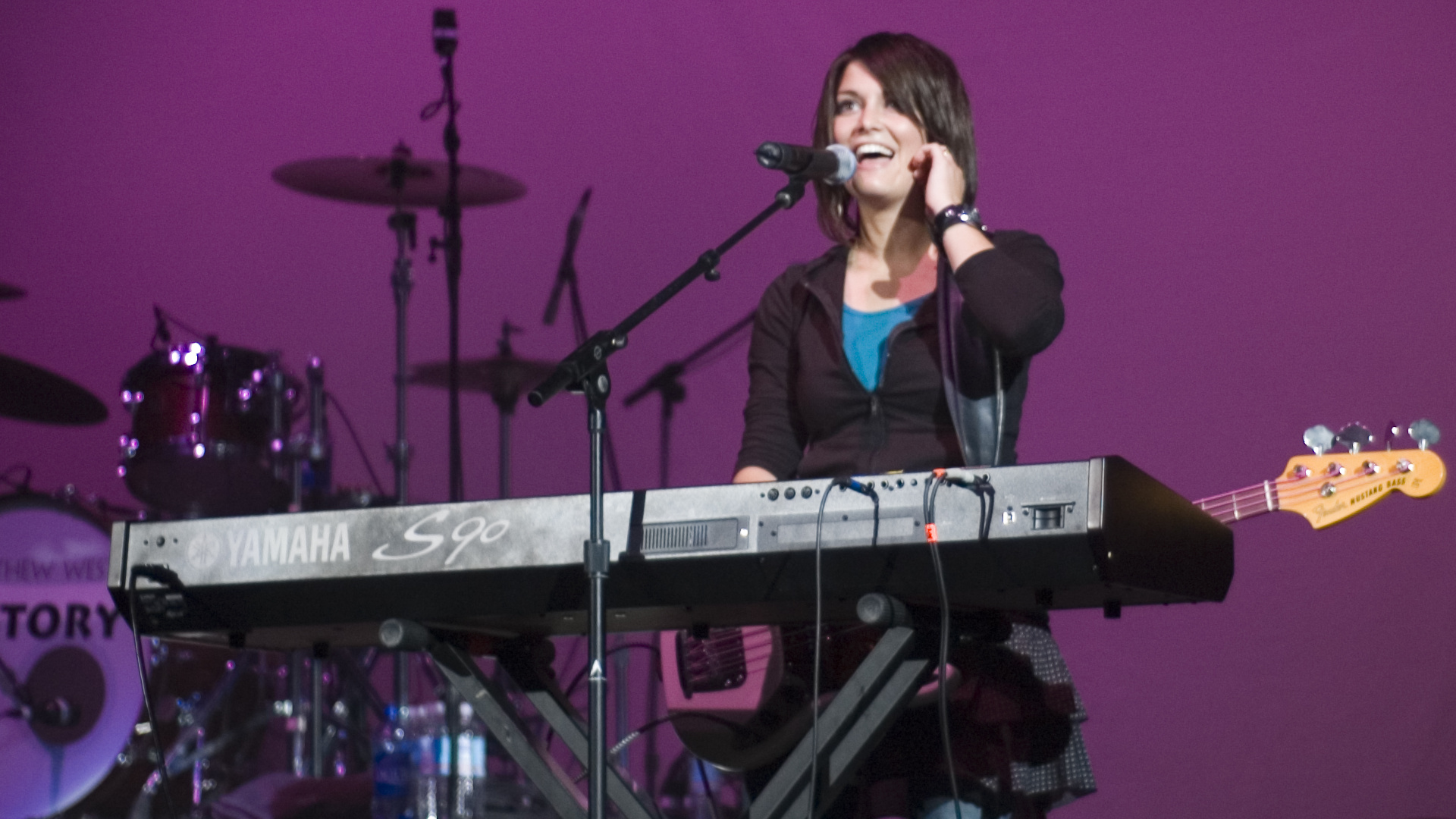
Alyssa Barlow
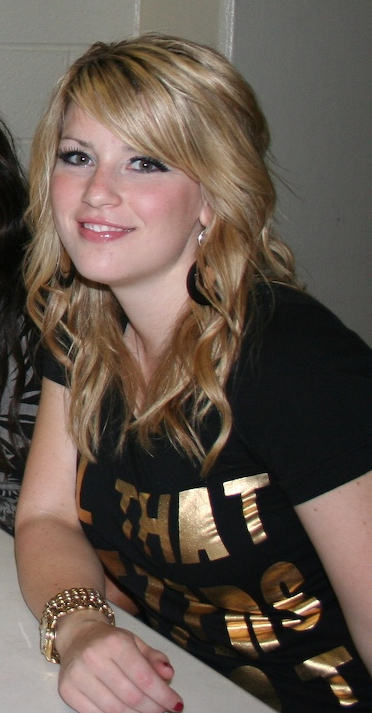
Lauren Barlow
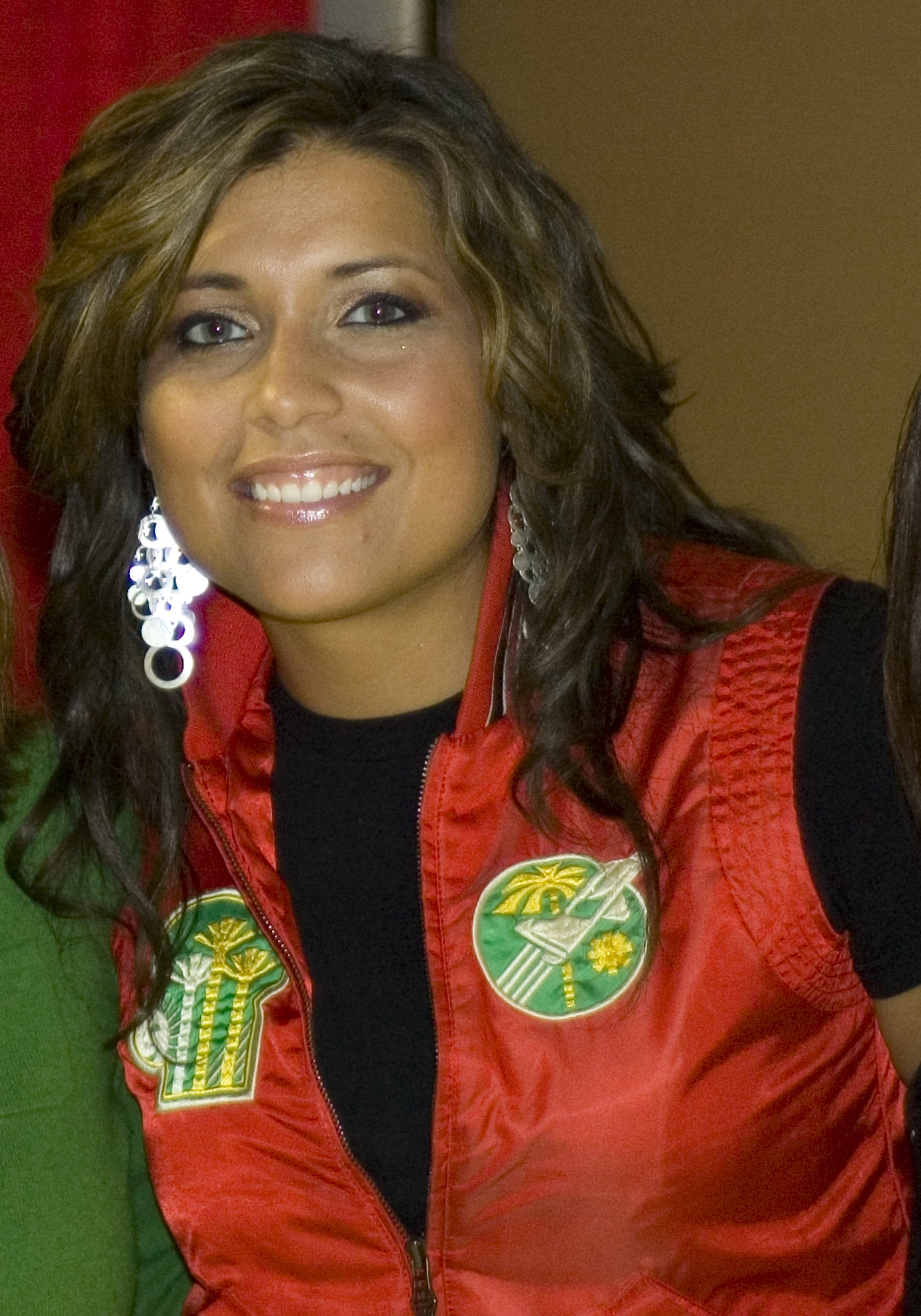
Rebecca Barlow

## Opinions sociales

### Pureté
« Je n’ai jamais été amoureuse d’une seule personne. Hormis un gars fou âgé de 14 ans qui m’a fait une demande en mariage à un concert, je n’ai jamais connu une seule personne qui m’a dit qu’elle était amoureuse de moi, et je n’ai pas encore fait de même chose avec une autre personne. D’accord, j’irai de l’avant et je le dirai : je n’ai même jamais eu un copain. »

— Lauren Barlow, extrait de Tozer
Le groupe est reconnu pour ses positions de pureté sexuelle (abstinence), d'humilité et pour refuser les rendez-vous galants. Le 3 juin 2003, il déclare, « Nous croyons que Dieu a un homme parfait déjà choisi pour chacune d'entre nous ; ainsi, nous n'avons pas besoin de s'inquiéter en le recherchant. Lorsque le moment sera opportun, nous saurons que Dieu va nous réunir. En attendant, nous ne sommes pas cachées dans un garde-robe afin d'éviter tous les mâles, nous continuons de vivre nos vies, mais sans la pression de devoir avoir un copain. » Le 1er novembre 2011 dans son livre Inspired by Tozer, Lauren Barlow clarifie que le groupe a par la suite restreint ses croyances anti sorties avec « la décision d'abandonner les sorties amoureuses casuelles ».

### Partenaires de ministère
De 2006 jusqu'à la fin du groupe, BarlowGirl a un partenariat avec Mercy Multiplied aux États-Unis (désormais nommé Mercy Canada au Canada, et anciennement Mercy Ministries aux États-Unis), un organisme à but non lucratif cherchant à aider des femmes. Cependant, leur charité est controversée aux États-Unis et en Australie. Cependant, le partenariat subsiste et mène Lauren à choisir Nancy Alcorn, fondatrice de Mercy, comme l'une des 59 personnes contribuant à son livre Inspired by Tozer.
Les autres partenaires caritatifs comprennent la Billy Graham Evangelistic Association, (y compris l'association connexe La Bourse du Samaritain et son projet Opération enfant de Noël), International Justice Mission, le pasteur Joshua Harris (en) et Joyce Meyer Ministries,.

### Activisme anti-avortement
En 2009, à la suite de la sortie de How Can We Be Silent, les membres de BarlowGirl mènent une campagne à court terme nommée Never Silence Life (Ne jamais faire taire la vie ) afin d'exprimer leurs opinions et préoccupations pour la protection de la vie prénatale. Mercy partage également des opinions pro-vie semblables. Le groupe exprime un message pro-vie dans sa chanson Tears Fall  de l'album Love & War, chantée avec les Fisk Jubilee Singers (en).

### Versets thématiques
- Romains 12,2 (2003-2007, HCSB)[11]
- 1 Pierre 2,9 (2007-2012, NKJV)[20]

## Discographie
- BarlowGirl (2004)
- Another Journal Entry (2005)
- How Can We Be Silent (2007)
- Love & War (2009)

### Album de Noël
- Home for Christmas (2008)